# 22020 Joshuahandal
22020 Joshuahandal este o planetă minoră (asteroid), cu un diametru de 10,789 km, din centura de asteroizi. A fost descoperită pe 4 decembrie 1999 la Catalina Station⁠(d) de Catalina Sky Survey. 
Obiectul prezintă o orbită caracterizată de o semiaxă mare de 3,1923858 UAi, o excentricitate de 0,12, o înclinație de 2,4974 ° în raport cu ecliptica.